# Finales NBA 1961
Navigation
Finales 1960 Finales 1962
Les finales NBA 1961 sont la dernière série de matchs de la saison 1960-1961 de la NBA et la conclusion des séries éliminatoires (playoffs) de la saison. Le champion de la division Est, les Celtics de Boston rencontrent  le champion de la division Ouest les Hawks de Saint-Louis. Les Celtics l'emportent quatre victoires à une. Ils gagnent leur quatrième titre et le troisième consécutif.
Lors de ces finales Bill Russell a pris un total de 144 rebonds pour une moyenne de 28,8 rebonds par match.
Lors de ces finales les Celtics jouent avec huit joueurs futurs membres du Hall of Fame : Bob Cousy, Bill Russell, Tom Heinsohn, Bill Sharman, Sam Jones, Frank Ramsey, K.C. Jones et Tom Sanders ainsi que l'entraîneur Red Auerbach. Quant aux Hawks ils en ont trois dans leur équipe : Bob Pettit, Clyde Lovellette et Cliff Hagan.

## Avant les finales

### Celtics de Boston
Lors de la saison régulière les Celtics de Boston ont terminé la saison champion de la division Est avec un bilan de 57 victoires pour 22 défaites (meilleur bilan des 8 équipes de la ligue).
Les Celtics se sont qualifiés en battant en finales de division les Warriors de Philadelpie quatre victoires à une.

### Hawks de Saint-Louis
Lors de la saison régulière les Hawks ont terminé la saison champion de la division Ouest avec un bilan de 51 victoires pour 28 défaites.
Les Hawks se sont qualifiés en battant en finales de division les Lakers quatre victoires à trois.

### Parcours comparés vers les finales NBA
| Champion de division | Qualifié pour les playoffs | Éliminé des playoffs |

| Franchise                | V  | D  | PCT  | R  | Dom   | Ext   | N     | Div   |
| ------------------------ | -- | -- | ---- | -- | ----- | ----- | ----- | ----- |
| Celtics de Boston        | 57 | 22 | .722 | -  | 21-7  | 24-11 | 12-4  | 28-11 |
| Warriors de Philadelphie | 43 | 33 | .582 | 11 | 23-6  | 12-21 | 11-6  | 22-17 |
| Nationals de Syracuse    | 38 | 41 | .481 | 19 | 19-9  | 8-21  | 11-11 | 18-21 |
| Knicks de New York       | 21 | 58 | .266 | 36 | 10-22 | 7-25  | 4-11  | 10-29 |

| Franchise             | V  | D  | PCT  | R  | Dom   | Ext   | N     | Div   |
| --------------------- | -- | -- | ---- | -- | ----- | ----- | ----- | ----- |
| Hawks de Saint-Louis  | 51 | 28 | .646 | -  | 29-5  | 15-20 | 5-3   | 25-14 |
| Lakers de Los Angeles | 36 | 43 | .456 | 15 | 16-12 | 8-20  | 12-11 | 19-20 |
| Pistons de Détroit    | 34 | 45 | .430 | 17 | 20-11 | 3-19  | 11-15 | 18-21 |
| Royals de Cincinnati  | 33 | 46 | .418 | 18 | 18-13 | 8-19  | 7-14  | 16-23 |

### Face à face en saison régulière
Les Celtics et les Hawks se sont rencontrés 10 fois. Les Celtics ont remporté six victoires et ont concédé quatre défaites.
| Match | Date             | équipe à domicile    | Score   | équipe à l'extérieur |
| ----- | ---------------- | -------------------- | ------- | -------------------- |
| 1     | 16 novembre 1960 | Celtics de Boston    | 124-106 | Hawks de Saint-Louis |
| 2     | 29 novembre 1960 | Hawks de Saint-Louis | 109-119 | Celtics de Boston    |
| 3     | 21 décembre 1960 | Celtics de Boston    | 120-108 | Hawks de Saint-Louis |
| 4     | 28 décembre 1960 | Hawks de Saint-Louis | 105-99  | Celtics de Boston    |
| 5     | 8 janvier 1961   | Hawks de Saint-Louis | 133-104 | Celtics de Boston    |
| 6     | 18 janvier 1961  | Celtics de Boston    | 114-125 | Hawks de Saint-Louis |
| 7     | 31 janvier 1961  | Hawks de Saint-Louis | 103-109 | Celtics de Boston    |
| 8     | 5 février 1961   | Celtics de Boston    | 123-121 | Hawks de Saint-Louis |
| 9     | 25 février 1961  | Hawks de Saint-Louis | 109-122 | Celtics de Boston    |
| 10    | 1er mars 1961    | Celtics de Boston    | 97-110  | Hawks de Saint-Louis |

## Formule

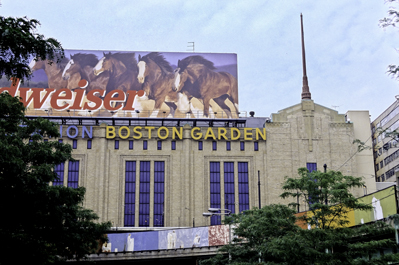
Le Boston Garden

Pour les séries éliminatoires la franchise gagnante est la première a remporter quatre victoires, soit un minimum de quatre matchs et un maximum de sept. Les rencontres se déroulent dans l'ordre suivant :
| Match | Recevant       | Match | Recevant       | Match | Recevant        | Match | Recevant        |
| ----- | -------------- | ----- | -------------- | ----- | --------------- | ----- | --------------- |
| 1     | Meilleur bilan | 2     | Meilleur bilan | 3     | Moins bon bilan | 4     | Moins bon bilan |

| Match | Recevant       | Match | Recevant        | Match | Recevant       |
| ----- | -------------- | ----- | --------------- | ----- | -------------- |
| 5     | Meilleur bilan | 6     | Moins bon bilan | 7     | Meilleur bilan |

Les Celtics ont l'avantage du terrain lors de la finale, car ils ont un meilleur bilan en saison régulière (57-22 contre 51-28).

## Les finales

### Match 1
| 2 avril 1961 | Rapport | Hawks de Saint-Louis 95, Celtics de Boston 129     | Hawks de Saint-Louis 95, Celtics de Boston 129 | Hawks de Saint-Louis 95, Celtics de Boston 129 |  | Boston Garden, Boston Affluence : 11 531 Arbitres : Rudolph - Strom |
| 2 avril 1961 | Rapport | Score par quart-temps : 26-30, 22-26, 25-35, 22-38 |                                                |                                                |  | Boston Garden, Boston Affluence : 11 531 Arbitres : Rudolph - Strom |
| 2 avril 1961 | Rapport | Cliff Hagan 33 Cliff Hagan 13                      | Points Rebonds                                 | Tom Heinsohn 26 Bill Russell 31                |  | Boston Garden, Boston Affluence : 11 531 Arbitres : Rudolph - Strom |
| 2 avril 1961 | Rapport | Boston mène la série 1 à 0                         |                                                |                                                |  | Boston Garden, Boston Affluence : 11 531 Arbitres : Rudolph - Strom |

Dans ce premier match les Celtics ont mené toute la partie pour un écart final de 34 points. Sept des dix joueurs ont terminé avec un total de points supérieur à dix.

### Match 2
| 5 avril 1961 | Rapport | Hawks de Saint-Louis 108, Celtics de Boston 116    | Hawks de Saint-Louis 108, Celtics de Boston 116 | Hawks de Saint-Louis 108, Celtics de Boston 116 |  | Boston Garden, Boston Affluence : 13 909 Arbitres : Rudolph - Strom |
| 5 avril 1961 | Rapport | Score par quart-temps : 32-27, 20-26, 23-31, 33-32 |                                                 |                                                 |  | Boston Garden, Boston Affluence : 13 909 Arbitres : Rudolph - Strom |
| 5 avril 1961 | Rapport | Cliff Hagan 40 Bob Pettit 19                       | Points Rebonds                                  | Bob Cousy 26 Bill Russell 28                    |  | Boston Garden, Boston Affluence : 13 909 Arbitres : Rudolph - Strom |
| 5 avril 1961 | Rapport | Boston mène la série 2 à 0                         |                                                 |                                                 |  | Boston Garden, Boston Affluence : 13 909 Arbitres : Rudolph - Strom |

### Match 3
| 8 avril 1961 | Rapport | Celtics de Boston 120, Hawks de Saint-Louis 124    | Celtics de Boston 120, Hawks de Saint-Louis 124 | Celtics de Boston 120, Hawks de Saint-Louis 124 |  | Kiel Auditorium, Saint-Louis Affluence : 8 468 Arbitres : Rudolph - Strom |
| 8 avril 1961 | Rapport | Score par quart-temps : 31-28, 35-38, 31-32, 23-26 |                                                 |                                                 |  | Kiel Auditorium, Saint-Louis Affluence : 8 468 Arbitres : Rudolph - Strom |
| 8 avril 1961 | Rapport | Russell, Heinsohn 24 Bill Russell 23               | Points Rebonds                                  | Bob Pettit 31 Bob Pettit 24                     |  | Kiel Auditorium, Saint-Louis Affluence : 8 468 Arbitres : Rudolph - Strom |
| 8 avril 1961 | Rapport | Boston mène la série 2 à 1                         |                                                 |                                                 |  | Kiel Auditorium, Saint-Louis Affluence : 8 468 Arbitres : Rudolph - Strom |

### Match 4
| 9 avril 1961 | Rapport | Celtics de Boston 119, Hawks de Saint-Louis 104    | Celtics de Boston 119, Hawks de Saint-Louis 104 | Celtics de Boston 119, Hawks de Saint-Louis 104 |  | Kiel Auditorium, Saint-Louis Affluence : 10 442 Arbitres : Rudolph - Strom |
| 9 avril 1961 | Rapport | Score par quart-temps : 28-31, 24-25, 39-26, 28-22 |                                                 |                                                 |  | Kiel Auditorium, Saint-Louis Affluence : 10 442 Arbitres : Rudolph - Strom |
| 9 avril 1961 | Rapport | Cousy, Sanders 22 Bill Russell 24                  | Points Rebonds                                  | Bob Pettit 40 Bob Pettit 18                     |  | Kiel Auditorium, Saint-Louis Affluence : 10 442 Arbitres : Rudolph - Strom |
| 9 avril 1961 | Rapport | Boston mène 3 à 1                                  |                                                 |                                                 |  | Kiel Auditorium, Saint-Louis Affluence : 10 442 Arbitres : Rudolph - Strom |

### Match 5
| 9 avril 1961 | Rapport | Hawks de Saint-Louis 112, Celtics de Boston 121             | Hawks de Saint-Louis 112, Celtics de Boston 121 | Hawks de Saint-Louis 112, Celtics de Boston 121 |  | Boston Garden, Boston Affluence : 13 909 Arbitres : Rudolph - Strom |
| 9 avril 1961 | Rapport | Score par quart-temps : 39-33, 22-29, 23-37, 28-22          |                                                 |                                                 |  | Boston Garden, Boston Affluence : 13 909 Arbitres : Rudolph - Strom |
| 9 avril 1961 | Rapport | Cliff Hagan 26 Bob Pettit 11                                | Points Rebonds                                  | Bill Russell 30 Bill Russell 38                 |  | Boston Garden, Boston Affluence : 13 909 Arbitres : Rudolph - Strom |
| 9 avril 1961 | Rapport | Boston gagne la série 4 à 1 et remportent le titre NBA 1961 |                                                 |                                                 |  | Boston Garden, Boston Affluence : 13 909 Arbitres : Rudolph - Strom |

## Équipes
| Effectif des Celtics de Boston - Champions NBA 1960-1961 |
| --- |
| 6 Bill Russell • 14 Bob Cousy • 15 Tom Heinsohn • 16 Satch Sanders • 17 Gene Conley • 18 Jim Loscutoff • 20 Gene Guarilia • 21 Bill Sharman • 23 Frank Ramsey • 24 Sam Jones • 25 K.C. Jones Entraîneur : Red Auerbach |

| Effectif des Hawks de Saint-Louis - Champion de la Division Ouest |
| --- |
| 9 Bob Pettit • 11 Al Ferrari •13 Larry Foust • 15 Johnny McCarthy • 16 Cliff Hagan • 17 Sihugo Green • 19 Fred LaCour • 21 Woody Sauldsberry • 32 Lenny Wilkens • 34 Clyde Lovellette Entraîneur : Paul Seymour |